# Erika Kržišnik
Erika Kržišnik, slovenska jezikoslovka in pedagoginja, * 4. maj 1953, Škofja Loka.

## Življenje in delo
Diplomirala je na Filozofski fakulteti na študijskih smereh slovenski jezik in književnost in ruski jezik in književnost. Po diplomi je eno leto poučevala na Srednji šoli za oblikovanje in fotografijo v Ljubljani. Magistrirala je leta 1989 z magistrsko nalogo Frazeologija v moderni. Doktorirala je leta 1996 s tezo Slovenski glagolski frazemi. 
Osrednje področje njenega dela je frazeologija. Je članica Komisije za slovansko frazeologijo pri Mednarodnem slavističnem komiteju in Evropskega društva za frazeologijo Europhras.
Od leta 1997 do 1999 je bila predstojnica Centra za slovenščino kot drugi/tuji jezik pri Oddelku za slovanske jezike in književnosti Filozofske fakultete v Ljubljani. Leta 1998 in 1999 je bila predsednica 34. in 35. Seminarja slovenskega jezika, literature in kulture.
Predava na Oddelku za slovenistiko Filozofske fakultete v Ljubljani; od leta 1996 kot docentka, od leta 2001 kot izredna, od leta 2007 dalje pa kot redna profesorica na katedri za slovenski knjižni jezik in stilistiko.

### Dela
- Norma v frazeologiji in odstopi od nje v besedilih
- Tipologija frazeoloških prenovitev v Cankarjevihi proznih besedilih
- Slovenski glagolski frazemi: ob primeru frazemov govorjenja
- Rabe frazemov v slovenskem dnevnem časopisju
- Pouk slovenščine malo drugače
- Frazeologija v slovenskem časopisju
- Frazeološko gradivo v SSKJ
- Pravopis v slovenski državi in slovenskem jezikoslovju